# Mandibulophoxus uncirostratus
Mandibulophoxus uncirostratus är en kräftdjursart som beskrevs av Giles 1890. Mandibulophoxus uncirostratus ingår i släktet Mandibulophoxus och familjen Phoxocephalidae. Inga underarter finns listade i Catalogue of Life.